# Квінта (музичний інтервал)
Кві́нта (лат. quintus — п'ятий) — музичний інтервал між першою та п'ятою ступенями в гамі, також п'ята нота в діатонічному звукоряді.
Після інтервалів унісону та октави, чиста квінта є найважливішим інтервалом у тональній гармонії. Інтервал має високу консонантність. Його втілення в рівнотемперованому строю відрізняється високою точністю, на відміну, наприклад, від інтервалу великої терції. Як пояснюється нижче, інтервал використовується для створення хроматичного кола та квінтового кола, а також для налаштування музичних інструментів.

## Види
Розрізняють 3 види квінти:
- Чиста квінта складається з 3,5 тонів (a)
- Зменшена квінта (енгармонічно еквівалентна тритону) (b)
- Збільшена квінта енгармонічно еквівалентна малій сексті. (c)

## Співвідношення частот
| Стрій                   | Чиста квінта                 | Зменшена квінта                   |
| ----------------------- | ---------------------------- | --------------------------------- |
| піфагорійський          | {\displaystyle \ 2:3}        |                                   |
| рівномірно темперований | {\displaystyle \ 1:2^{7/12}} | {\displaystyle 1:{\sqrt[{2}]{2}}} |

## Тональна гармонія
Фундаментальні акорди тональної музики — мажорні та мінорні тризвуки, а також септакорди — усі вони містять квінтові інтервали.
- Чисті квінти містяться в мажорних і мінорних тризвуках і, зокрема, в септакордах (особливо мажорно-мінорних септакордах з домінантною функцією, мажорних септакордах[en] і мінорних септакордах[en]).
- Зменшені квінти містяться в зменшених тризвуках, в напівзменшених септакордах і зменшених септакордах.

Квінти накладаються один на одного, утворюючи акорди в квінтовій гармонії.

### Квінтове коло

Квінтове коло, намальоване в хроматичному колі як правильний зоряний дванадцятикутник

Конкатенація чистих квінт ((F,C), (C,G), (G,D), (D,A), (A,E), (E,B),...) утворює послідовність квінт (F, C, G, D, A, E, B, F♯, ...); ця секвенція квінт відображає всі дванадцять нот хроматичного кола.

### Гармонізація звукорядів у квінтах

#### Мажорна гамма До
Усі, крім одного, інтервали є чистими квінтами.
Інтервал (b,f) є зменшеною квінтою.

### Інструментальний стрій

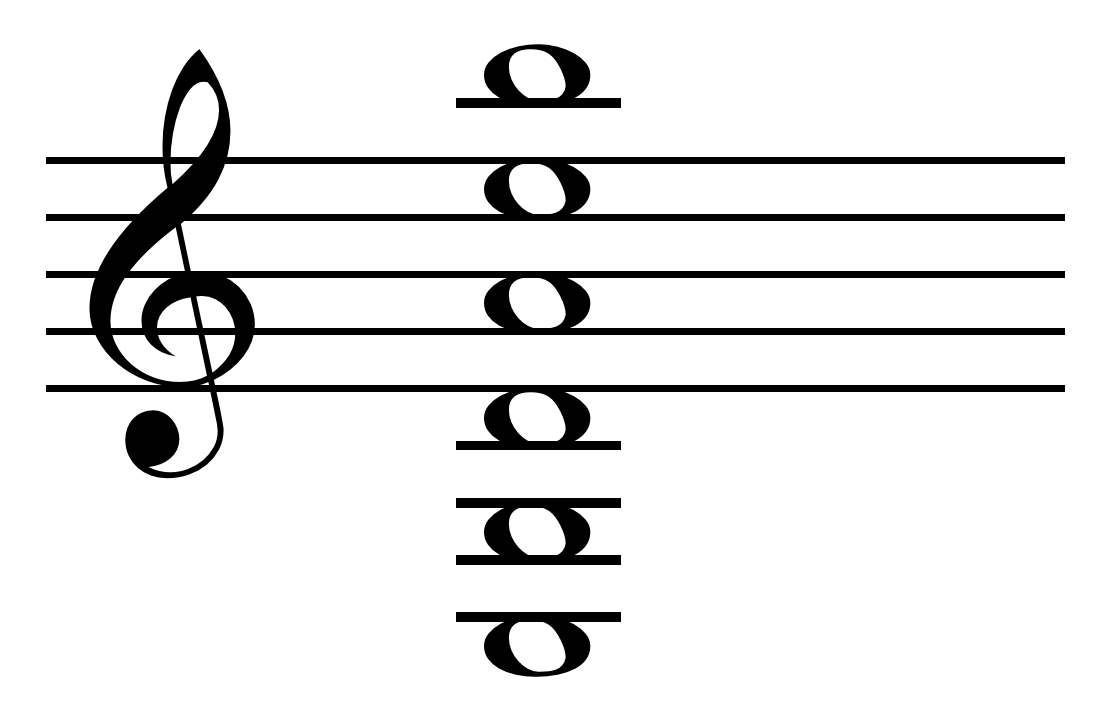
Стрій усіх квінт

Стрій усіх квінт відноситься до групи строїв для струнних інструментів, в яких кожен інтервал між послідовними відкритими струнами є чистою квінтою. Цей стрій є стандартним для мандоліни і скрипки, та альтернативним для гітари. Стрій усіх квінт також називають квінтами, чистими квінтами або строєм мандогітари.

## Звучання
- Висхідна послідовність  C-G
- Низхідна послідовність  C-F